# Tauernfeld
Tauernfeld ist ein Gemeindeteil der Gemeinde Deining im Landkreis Neumarkt in der Oberpfalz.

## Geografie
Das Kirchdorf Tauernfeld liegt 7,2 km südöstlich der Kreisstadt Neumarkt und 4 km vom Bahnhof Deining, auf dem Hochplateau des Oberpfälzer Jura.

## Geschichte
750 wurde Tauernfeld erstmals urkundlich erwähnt. Die „series parochorum“ (Liste der Pfarrer) der Pfarrei Tauernfeld beginnt 1315. 1335 verkaufte Volkhold von Thann seinen Hof in Tauernfeld an das Kloster Seligenporten. Die Vogtei (Schutzherrschaft) über die Kirche und die zugehörigen Höfe (Widemgüter) verkaufte der alte und verschuldete Braun I. von Rothenfels gemeinsam mit denselben Rechten in Leutenbach 1343 an den Deutschen Orden. Beim Verkauf wurde erwähnt, dass das ein Erbgut seines Vaters war und damit sicher in die Zeit vor 1290 zurückreicht. Von den Resten dieser Herrschaft war um 1490 nur noch der Waidkäse übrig, den die Bauern von Tauernfeld den Rothenfelser Schlossherren abliefern mussten.
1480 war Tauernfeld eigene Pfarrei und gehörte dem Deutschorden. Die Reformation wurde im Ort 1542 eingeführt. Der Rat der Stadt Neumarkt erhielt 1582 das Pfarrbesetzungsrecht. Der Lehrer an der Lateinschule in Neumarkt, Graf Abraham von Lichtenstein, wurde 1570 Pfarrer in Tauernfeld. 1625 wurde die katholische Religion wieder eingeführt. Im Dreißigjährigen Krieg wurden 1627 die Kirchenfenster zerstört, die Wände durchlöchert und die Kirche ausgeraubt. Die Pfarrei Tauernfeld wurde 1629 aufgelöst und mit Leutenbach und Winnberg der Pfarrei Deining zugeordnet. 1671 umfasste Tauernfeld nur noch 20 Häuser, 21 Familien und 124 Einwohner. Das Mesnerhaus wurde 1682 neu gebaut. Der Hofkastner von Neumarkt verkaufte 1693 das Schul- und Mesnerhaus, obwohl der zuständige Pfarrer protestierte, da die Gebäude seiner Meinung nach zum Gotteshaus gehörten.
1760 genehmigte Herzog Max Joseph den Guss einer neuen Glocke. Umfangreiche Um- und Ausbesserungsarbeiten wurden 1779 an der Kirche durchgeführt, 1791 wurden zwei Nebenaltäre (St. Josef und St. Anna) für die Kirche neu erstellt. Bei einem Feuer, das im Stall des Schmidbauern ausgebrochen war, brannte 1795 fast ganz Tauernfeld ab. 1847 wurde das Schul- und Mesnerhaus neben der Kirche neu gebaut. Die Kirche in Tauernfeld erhielt 1866 einen neuen Tabernakel. 1875 wurde die Kirche wieder restauriert, Hauptaltar und Nebenaltäre vom Maler Georg Lang, Deining, neu gestaltet. In Tauernfeld lebten zu dieser Zeit 120 Personen in 23 Häusern.
1913 wurden eine Wasserleitung und ein Hochbehälter mit 54 m³ gebaut. Das elektrische Licht kam 1923 nach Tauernfeld. Da sich die Orte nicht über einen gemeinsamen Standort einigen konnten, wurde 1928 ein Schulhaus in Tauernfeld gebaut. 1939 wurde eine Orgel von Fa. Bittner angeschafft, 1952 folgte eine vollständige Innen- und Außenrenovierung der Kirche. Wegen zu geringer Schülerzahlen musste 1953 die Volksschule geschlossen werden. Eine Flurbereinigung begann 1959. 1960 wurde das Leichenhaus gebaut und eingeweiht. Eine elektrische Läutemaschine wurde 1961 angeschafft. 1963 wurde die Dorfkapelle abgebrochen und neu errichtet, 1965 eingeweiht. Die Dorfstraßen wurden in dieser Zeit asphaltiert. Die Gemeinde schaffte 1966 den ersten Schulbus im Landkreis Neumarkt an, 1969 trat sie dem Wasserzweckverband der Sengenthaler Gruppe bei. Die Kirche wurde 1972 ein weiteres Mal gründlich renoviert. Am 1. Januar 1978 wurde die Gemeinde Leutenbach, zu der Tauernfeld gehörte, aufgelöst und in die Gemeinde Deining eingegliedert. Der Verein für Gartenbau und Heimatpflege wurde 1985 gegründet, ein Verein zur Erhaltung bäuerlicher Landwirtschaft und Kultur 1998. Pfarrer W. Brems weihte 1990 die neuen Glocken für die Filialkirche. Das ehemalige Milchhaus wurde 1992 zum Feuerwehrhaus umgebaut. 2000 begann der Bau einer Dorfhalle, die 2001 fertiggestellt und von Pfarrer Höfler eingeweiht wurde.

## Kirche St. Nikolaus

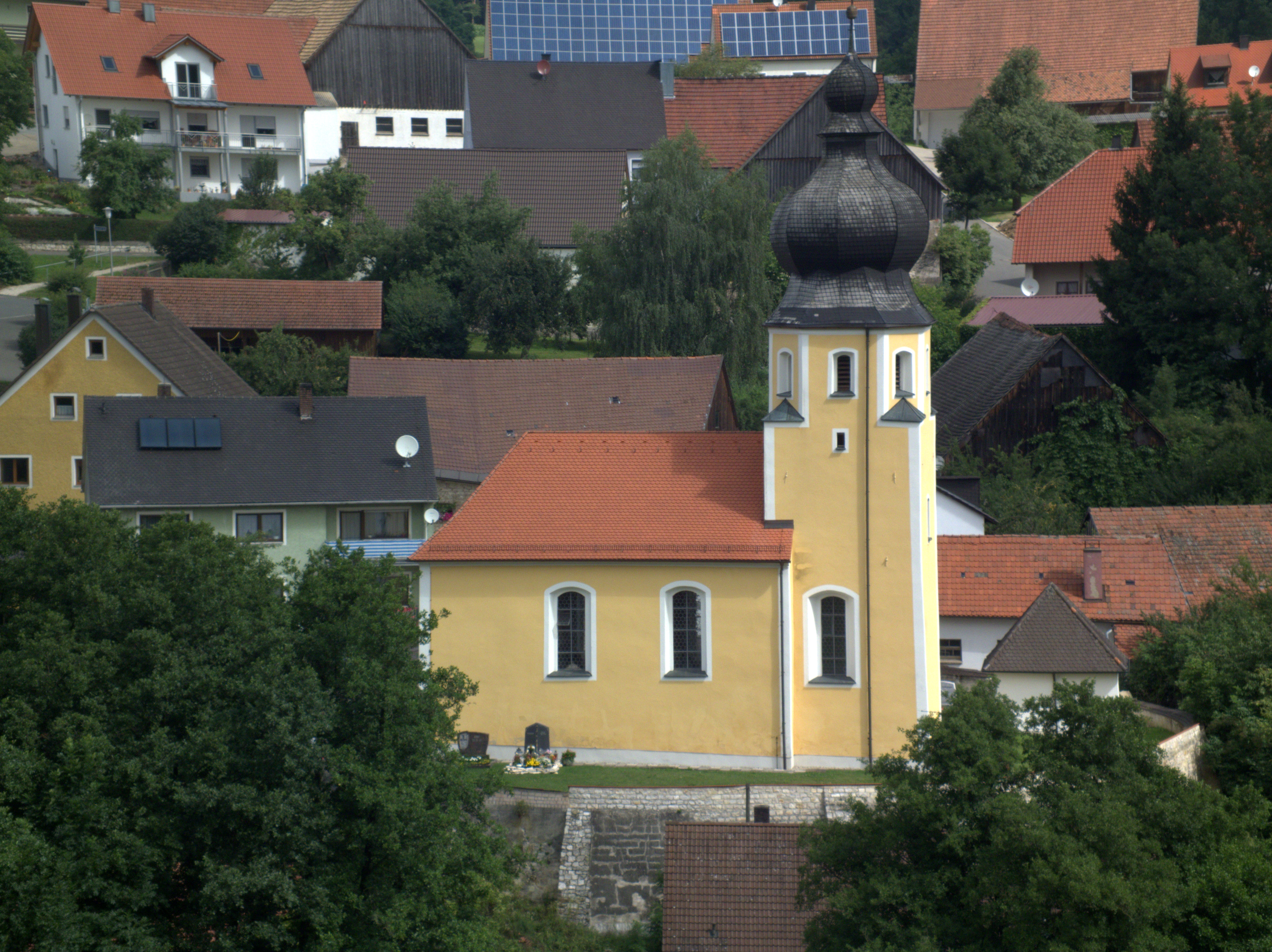
St. Nikolaus Tauernfeld

Die Ursprünge der Pfarrei Tauernfeld gehen ziemlich sicher auf das 13. Jahrhundert zurück, denn der Kirchenschutz war 1343 Erbe vom Vater Brauns I. von Rothenfels (1297–1350). Außerdem ist bereits 1315 Pfarrer Herman von Kamerer genannt, der damals einen Hof in Harenzhofen für sich und seine Mutter kaufte.
Die Kirche ist eine gotische Anlage, die im 18. Jahrhundert weitgehend umgestaltet wurde. Sie liegt am unteren Ortsrand in einer Ummauerung mit breitem Spitzbogenzugang, wohl aus dem 16. Jahrhundert. Die gotische Chorturmanlage wurde im frühen 18. Jahrhundert umgestaltet. Nun erscheint der Turm mit einer Doppelzwiebelhaube. Innen wurde das Gotteshaus 1971/72, außen 1978 restauriert. Das Kirchenschiff überspannt eine Flachdecke, daneben ist die Decke im quadratischen Chor mit Bandelwerkstukkaturen ausgearbeitet.
Ausstattung: Altäre und Kanzel mit eleganter Rocaille-Ornamentik, Mitte 18. Jahrhundert. Hochaltar: Bewegter Aufbau mit Säulen und Volutenpilastern, Altarbild von Georg Lang, Deining 1875, konkave Volutenpilasterretabel mit Gemälden: links hl. Joseph, rechts hl. Familie, wohl ebenfalls von Lang, in reichgeschnitztem Doppelrahmen. Auf der Mensa des linken Seitenaltars befindet sich ein kleines Leinwandbild (hl. Antonius) in einem Rokokorahmen mit Sockel. An der linken Schiffswand hängt eine Figur der Mondsichelmadonna aus der 1. Hälfte des 18. Jahrhunderts, gegenüber davon eine Kreuzigungsszene und Mater Dolorosa, ebenfalls Mitte 18. Jahrhundert.